# HK Dynamo Moskva
HK Dynamo Moskva (ru: Динамо Москва) je hokejový klub z Moskvy, který hraje Kontinentální hokejovou ligu v Rusku. Po spojení s klubem HK MVD Balašicha v letech 2010–2012 byl klub přejmenován z původního HK Dynamo Moskva na OHK Dynamo Moskva. O je zkratka ruského slova „Objediňonnyj“ (česky: Spojený), čili Spojený hokejový klub Dynamo Moskva. Sídlí v Megasport Areně.

## Historické názvy
- 1946 – HK Dynamo Moskva (Hokejový klub Dynamo Moskva)
- 2010 – OHK Dynamo Moskva (Spojený hokejový klub Dynamo Moskva)
- 2012 – HK Dynamo Moskva (Hokejový klub Dynamo Moskva)

## Vítězství
- Kontinentální hokejová liga – 2012, 2013
- Sovětská liga ledního hokeje – 1947, 1954, 1990, 1991
- Sovětský Pohár – 1953, 1972, 1976
- Ruská superliga ledního hokeje – 1992, 1993, 1995, 1996, 2000, 2005
- Spenglerův pohár – 1983, 2008
- Pohár Ahearne – 1975, 1976
- Super six – 2006

## Přehled účasti v KHL
| Rusko                       |                           |                                                                   |                      |
| Sezóny                      | Soutěž                    | Play off                                                          | Kapitán              |
| 2008/2009                   | KHL                       | Semifinále (prohra 2:4 na zápasy s Ak Bars Kazaň)                 | Alexandr Gorošanskij |
| 2009/2010                   | KHL                       | Osmifinále (prohra 1:3 na zápasy s HK Spartak Moskva)             | Alexej Kaljužnyj     |
| 2010/2011                   | KHL                       | Osmifinále (prohra 2:4 na zápasy s Dinamo Riga)                   | Alexej Kudašov       |
| 2011/2012                   | KHL                       | Finále (vyhra 4:3 na zápasy s Avangard Omsk) Gagarinův pohár      | Jurij Babenko        |
| 2012/2013                   | KHL                       | Finále (vyhra 4:2 na zápasy s Traktor Čeljabinsk) Gagarinův pohár | Alexandr Ovečkin     |
| 2013/2014                   | KJHL Vítěz základní části | Osmifinále (prohra 3:4 na zápasy s Lokomotiv Jaroslavl)           | Jurij Babenko        |
| 2014/2015                   | KHL                       | Semifinále (prohra 3:4 na zápasy s SKA Petrohrad)                 | Jurij Babenko        |
| 2015/2016                   | KHL                       | Čtvrtfinále (prohra 2:4 na zápasy s SKA Petrohrad)                | Jurij Babenko        |
| 2016/2017                   | KHL                       | Čtvrtfinále (prohra 1:4 na zápasy s SKA Petrohrad)                | Alexej Těrešenko     |
| 2017/2018                   | KHL                       | Ne                                                                | Ilja Nikulin         |
| 2018/2019                   | KHL                       | Semifinále (prohra 1:4 na zápasy s CSKA Moskva)                   | Ilja Nikulin         |
| 2019/2020                   | KHL                       | play off se nedohrálo do konce                                    | Vadim Šipačov        |
| 2020/2021                   | KHL                       | Čtvrtfinále (prohra 1:4 na zápasy s SKA Petrohrad)                | Vadim Šipačov        |
| 2021/2022                   | KHL                       | Čtvrtfinále (prohra 0:4 na zápasy s CSKA Moskva)                  | Vadim Šipačov        |
| 2022/2023                   | KHL                       | Osmifinále (prohra 2:4 na zápasy s Torpedo Nižnij Novgorod)       | Andrej Mironov       |
| 2023/2024                   | KHL                       | Čtvrtfinále (prohra 0:4 na zápasy s Traktor Čeljabinsk)           | Andrej Mironov       |
| 2024/2025                   | KHL                       | Semifinále (prohra 1:4 na zápasy s Traktor Čeljabinsk)            | Igor Ozhiganov       |
| Zdroj na Eliteprospects.com |                           |                                                                   |                      |

## Češi a Slováci v týmu
| Ročník                                                                   | Hráči ČR                                                      | Hráči SR                                                    | Link |
| ------------------------------------------------------------------------ | ------------------------------------------------------------- | ----------------------------------------------------------- | ---- |
| 2001/2002                                                                | nikdo                                                         | nikdo                                                       |      |
| 2002/2003                                                                | nikdo                                                         | nikdo                                                       |      |
| 2003/2004                                                                | nikdo                                                         | Tomáš Harant, Miroslav Hlinka                               |      |
| 2004/2005                                                                | Pavel Rosa                                                    | Tomáš Harant, Ľuboš Bartečko                                |      |
| 2005/2006                                                                | Václav Pletka, Pavel Rosa                                     | nikdo                                                       |      |
| 2006/2007                                                                | nikdo                                                         | nikdo                                                       |      |
| 2007/2008                                                                | nikdo                                                         | nikdo                                                       |      |
| 2008/2009                                                                | Petr Čajánek, Karel Rachůnek, Vladimír Vůjtek starší (trenér) | nikdo                                                       |      |
| 2009/2010                                                                | Karel Rachůnek, Jiří Hudler                                   | nikdo                                                       |      |
| 2010/2011                                                                | Filip Novák                                                   | Dominik Graňák, Martin Štrbák, Juraj Kolník, Miroslav Šatan |      |
| 2011/2012                                                                | Marek Kvapil, Filip Novák, Jakub Klepiš – Gagarinův pohár     | Dominik Graňák – Gagarinův pohár                            |      |
| 2012/2013                                                                | Marek Kvapil, Filip Novák, Jakub Petružálek – Gagarinův pohár | Dominik Graňák – Gagarinův pohár                            |      |
| 2013/2014                                                                | Marek Kvapil , Filip Novák                                    | Dominik Graňák                                              |      |
| 2014/2015                                                                | Filip Novák                                                   | nikdo                                                       |      |
| 2015/2016                                                                | Jakub Petružálek ukončil působení 13. 1. 2016                 | nikdo                                                       |      |
| 2016/2017                                                                | Lukáš Kašpar                                                  | nikdo                                                       |      |
| 2017/2018                                                                | nikdo                                                         | nikdo                                                       |      |
| 2018/2019                                                                | nikdo                                                         | nikdo                                                       |      |
| 2019/2020                                                                | Dmitrij Jaškin                                                | Michal Čajkovský                                            |      |
| 2020/2021                                                                | Dmitrij Jaškin                                                | Michal Čajkovský                                            |      |
| 2021/2022                                                                | nikdo                                                         | Michal Čajkovský                                            |      |
| 2022/2023                                                                | nikdo                                                         | nikdo                                                       |      |
| 2023/2024                                                                | nikdo                                                         | nikdo                                                       |      |
| 2024/2025                                                                | nikdo                                                         | nikdo                                                       |      |
| 2025/2026                                                                | nikdo                                                         | nikdo                                                       |      |
| Češi - Zdroj na Eliteprospects.com Slováci - Zdroj na Eliteprospects.com |                                                               |                                                             |      |